# Jo Erens
Joseph Antonius Gertrud "Jo" Erens (Sittard, 24 februari 1928 – Amersfoort, 21 januari 1955) was een Limburgse zanger. Hij zong zijn liedjes in het Limburgs (Sittards) dialect. Bekende liedjes van Erens zijn onder andere Limburg allein en Limburg mie landj. Zowel tekst als muziek werden door Erens geschreven.

## Biografie
Erens woonde aan de Rijksweg-Noord in Sittard. Zijn vader was meubelmaker. Hij was lid van het Sittards Mannenkoor. Erens trad op jeugdige leeftijd al op voor de Sittardse carnavalsvereniging "De Marotte". Hij was tot over de grenzen bekend en geliefd, ook in Belgisch Limburg. Die populariteit dankte Erens enerzijds aan zijn muzikale kwaliteiten; hij beschikte over een mooie stem en componeerde liedjes in het Sittards dialect die door een groot deel van de toenmalige Limburgse bevolking, zowel in Nederlands als in Belgisch Limburg, zeer werden gewaardeerd. Anderzijds vervulde Erens de rol van muzikale held voor een Limburgse samenleving die nadrukkelijk bezig was met de constructie van een eigen identiteit.
Erens, wordt samen met Chel Savelkoul, Sjef Diederen, Frits Rademacher en Harry Bordon gerekend tot De Grote Vijf van de Limburgse Troubadours van de jaren veertig tot en met negentig van de vorige eeuw. Zij vormden belangrijke identificatiepunten voor de Limburgse samenleving.
De Limburgse klassieke componist Matty Niël schreef verschillende werken voor Erens, waaronder zijn Blues en de Drie Kerstliederen. Ook begeleidde Niël de zanger een tijdlang in het klassieke vocale repertoire.
De bariton overleed in Amersfoort op 21 januari 1955 aan de gevolgen van een hersenbloeding. Op zijn begrafenis kwamen duizenden mensen, uit heel Nederland en Belgisch Limburg.

## Na zijn dood
Erens' geboorteplaats Sittard heeft een plantsoen naar hem genoemd, het "Jo Erens Plantsoen". In het midden daarvan staat sinds 1981 een standbeeld van de troubadour – gemaakt door Gène Eggen – waarop hij in zittende houding met zijn gitaar is uitgebeeld. In 2017 werd dit beeld verplaatst naar het Kloosterplein en kreeg het een plek voor het daar gelegen 'Jochem Erenshoes'. In dit gebouw, een gerenoveerd kapittelhuis, hebben verschillende Sittardse verenigingen een onderkomen.
In 2006 werd Erens genomineerd voor de titel 'Grootste Limburger Aller Tijden' door de regionale Limburgse omroep L1. Hij haalde de derde plaats in de categorie 'lichte muziek'.
Op 13 oktober 2007 werd het archief van Erens, waaronder zijn gouden plaat, geschonken aan het Stadsarchief van de gemeente Sittard-Geleen.